# Lašovice
Obec Lašovice (německy Leschowitz) se nachází v okrese Rakovník, kraj Středočeský, zhruba 6,5 km jihovýchodně od Rakovníka a 7 km zsz. od Křivoklátu. Žije zde 134 obyvatel. Obec se nalézá na západní hranici CHKO Křivoklátsko, na horním toku a v údolí Lašovického potoka, drobného přítoku potoka Rakovnického. Při soutoku těchto dvou severovýchodně od Lašovic je situována železniční stanice Lašovice na trati 174 Beroun - Rakovník.

## Části obce
Obec sestává ze dvou základních sídelních jednotek, vlastní vesnice Lašovice a zhruba kilometr severovýchodním směrem položené osady V Lybii (oficiální zdroje ČSÚ a ČÚZK užívají tento pravopis, odlišný od názvu africké země Libye).
(údaje ze sčítání lidu 2001)
- Lašovice (78 domů, 88 obyvatel)
- V Lybii (21 domů, 13 obyvatel)

## Historie
V pravěku tu byla významná stanice lovců z období aurignacienu. První písemná zmínka o obci (Lassouici) pochází z roku 1143. Název je odvozen od příjmení Laš či Láš, které je domáckou podobou jména Ladislav či Vladislav. Manskou povinnost k hradu Křivoklátu zde vykonával hajný a posel.

### Územněsprávní začlenění
Dějiny územněsprávního začleňování zahrnují období od roku 1850 do současnosti. V chronologickém přehledu je uvedena územně administrativní příslušnost obce v roce, kdy ke změně došlo:
- 1850 země česká, kraj Praha, politický okres Rakovník, soudní okres Křivoklát[5]
- 1855 země česká, kraj Praha, soudní okres Křivoklát
- 1868 země česká, politický okres Rakovník, soudní okres Křivoklát
- 1939 země česká, Oberlandrat Kladno, politický okres Rakovník, soudní okres Křivoklát[6]
- 1942 země česká, Oberlandrat Praha, politický okres Rakovník, soudní okres Křivoklát[7]
- 1945 země česká, správní okres Rakovník, soudní okres Křivoklát[8]
- 1949 Pražský kraj, okres Rakovník[9]
- 1960 Středočeský kraj, okres Rakovník
- 2003 Středočeský kraj, obec s rozšířenou působností Rakovník

### Rok 1932
Ve vsi Lašovice (408 obyvatel) byly v roce 1932 evidovány tyto živnosti a obchody: 2 hostince, kovář, 2 krejčí, pila, obchod s lahvovým pivem, trafika, 2 obchody se smíšeným zbožím, spořitelní a záložní spolek pro Lašovice, 2 truhláři, zednický mistr.

## Pamětihodnosti
- Socha svatého Jana Nepomuckého na západním okraji vesnice

## Doprava
Dopravní síť
- Pozemní komunikace – Do obce vede silnice III. třídy.

- Železnice – Železniční stanice Lašovice leží mimo katastr ve vzdálenosti 2 km od centra obce na železniční trati 174 Beroun - Rakovník. Je to jednokolejná celostátní trať, doprava na ní byla zahájena roku 1878.

Veřejná doprava 2011
- Autobusová doprava – V obci měla zastávku autobusová linka Rakovník-Slabce,Kostelík (v pracovních dnech 1 spoj) (dopravce ANEXIA s. r. o.). O víkendech byla obce bez autobusové dopravní obsluhy.

- Železniční doprava – Po trati 174 jezdilo v pracovních dnech 12 párů osobních vlaků, o víkendech 10 párů osobních vlaků.